# Fons Hertog
Alphonse Philip (Fons) Hertog (Den Haag, 13 oktober 1947) is een Nederlandse politicus en voormalig burgemeester en voormalig advocaat. Hij is lid van de Volkspartij voor Vrijheid en Democratie (VVD). Hij kreeg als burgemeester van Haarlemmermeer landelijke bekendheid na de Schipholbrand.

## Politiek
Van 1995 tot 2003 was hij burgemeester van Velsen en van 2003 tot 2006 van Haarlemmermeer. Als burgemeester van Haarlemmermeer bracht hij in juni 2006 die gemeente ernstig in verlegenheid toen - dankzij een lek in het ambtelijk apparaat - aan het licht kwam dat hij op zijn door de gemeente verstrekte thuiscomputer pornosites had bezocht. Vervolgens heeft hij nog diverse waarnemende burgemeesterschappen vervuld, te weten:
- tot 1 januari 2007 waarnemend burgemeester van het Noord-Hollandse Bergen;
- van november 2008 tot juli 2009 waarnemend burgemeester van Purmerend;
- van februari 2010  tot januari 2012 waarnemend burgemeester van Huizen.[1]

Hertog was tevens lid van het Europees Comité van de Regio's van de Europese Unie. Op 24 januari 2006 is Cor Lamers, toen nog burgemeester van Houten, hem in deze functie opgevolgd. De reden voor de vervanging was het einde van de ambtstermijn van Hertog.

### Burgemeester Huizen
Op 10 januari 2012 werd Hertog geïnstalleerd als burgemeester van Huizen.
Nadat Kees Veerhoek in april 2017 zijn functie als burgemeester van Neder-Betuwe moest opgeven, omdat hij 70 geworden was, werd Hertog de oudste burgemeester van Nederland. 
In oktober 2017 werd Hertog 70 jaar waardoor hij van rechtswege per 1 november 2017 ontslagen werd. Omdat Hertog aangaf te willen aanblijven en Huizen enkele jaren later zou samengaan met Blaricum en Laren, werd hij per 1 november 2017 benoemd tot waarnemend burgemeester.
Op 16 februari 2018 nam Hertog per direct ontslag wegens "grensoverschrijdend gedrag". Zes vrouwen bleken over dit gedrag een officiële klacht te hebben ingediend bij de gemeente Huizen. Datzelfde jaar startte het Openbaar Ministerie een strafrechtelijk onderzoek naar dit vermeend grensoverschrijdend gedrag, waarvan later dat jaar bleek dat er geen vervolging komt.

## Persoonlijk leven
Hertog is getrouwd en heeft twee kinderen.